# 樋口修
樋口 修（ひぐち おさむ、1949年 - ）は、日本の建築家。岡山県生まれ。
1973年、日本大学理工学部建築学科卒業。その後東京大学大学院工学系研究科池辺陽研究室研究生となり1976年に終了。1978年から丸川建築事務所で建築設計に従事する。その後独立。
1991年、環境デザインSDA賞入選（薬師あいロード商店街）。
1995年の第1回ヘーベルデザインコンテストで審査委員をつとめた。
2000年から地元 中野区都市計画マスタープラン、2004年中野区基本構想、2006年中野区都市計画審議委員をつとめた。
おもな作品にナイツ本社ビル、ヒグチビル、野口スタジオなどがある。